# Eurytoma strigosa
Eurytoma strigosa är en stekelart som beskrevs av Bugbee 1982. Eurytoma strigosa ingår i släktet Eurytoma och familjen kragglanssteklar. Inga underarter finns listade i Catalogue of Life.